# 佐世保市立相浦西小学校
佐世保市立相浦西小学校（させぼしりつ あいのうらにししょうがっこう, Sasebo City Ainouranishi Elementary School）は、長崎県佐世保市相浦町にある公立小学校。略称「西小（にししょう）」。 

## 概要
歴史
佐世保市相浦地域の児童増加に対応するため、佐世保市立相浦小学校から分離する形で、1984年（昭和59年）に「佐世保市立相浦西小学校」として新設された。2014年（平成26年）に創立30周年を迎えた。
分校
大崎分校（おおさき）- 〒858-0926 佐世保市大潟町467番地（北緯33度10分24.8秒 東経129度38分44.6秒 / 北緯33.173556度 東経129.645722度）
校訓
「強く・正しく・美しく」
教育目標
「よく考え、心豊かで、たくましく生きる児童の育成」
校章
校歌
- 作詞は浦田清、作曲は榊惟彦による。歌詞は3番まであり、各番に校名の「相浦西小学校」と校訓の「強く・正しく・美しく」が登場する。
- 大崎分校は相浦小学校分校時代の1975年（昭和50年）10月12日に制定された分校歌がある。歌詞は3番まであり、各番に校名の「大崎」が登場する。

校区
- 本校 - 住所表記で佐世保市の後に「光町、棚方町、相浦町、大潟町（一部）」が続く地域。中学校は佐世保市立相浦中学校・佐世保市立日野中学校校区。
- 大崎分校 - 住所表記で佐世保市の後に「大潟町（一部）」が続く地域。中学校は本校と同じく佐世保市立日野中学校校区。

## 沿革
- 1983年（昭和58年）9月22日 - 校舎が完成。
- 1984年（昭和59年）
  - 3月24日 - 屋内運動場が完成。
  - 4月1日 - 児童数増加のため、佐世保市立相浦小学校から分離する形で、現在地に「佐世保市立相浦西小学校」（現校名）が開校。
    - また相浦小学校から大崎分校が移管される。

  - 4月6日 - 始業式を挙行。750名の児童が相浦小学校から転入。校旗を制定。
  - 4月9日 - 入学式を挙行。入学児童数126名。児童数合計876名（24学級）となる。
  - 4月16日 - 開校式を挙行。
  - 4月21日 - 育友会が発足。
  - 7月30日 - プールが完成。
  - 11月10日 - 校門に校訓碑を建立。校歌・校章を制定。
- 1986年（昭和61年）4月16日 - 観察用飼育舎が完成。
- 1987年（昭和62年）8月30日 - アスレチック遊具を設置（翌年8月にさらに追加される）。
- 1990年（平成2年）10月29日 - 教室不足を解消するため、中庭にプレハブ教室1棟を設置。
- 2002年（平成14年）5月31日 - 観察池が完成。
- 2008年（平成20年）4月1日 - 特別支援学級を設置。
- 2012年（平成24年）10月 - 体育館の耐震工事を完了。

大崎分校
- 1946年（昭和21年）4月5日 - 旧・軍兵舎跡に「相浦国民学校大崎分教場」（複々式学級）が設置される。
- 1947年（昭和22年）4月1日 - 学制改革（六・三制の実施）により、「佐世保市立相浦小学校大崎分校」に改称。
- 1964年（昭和39年）2月3日 - 脱脂粉乳給食を開始。
- 1965年（昭和40年）9月1日 - 校舎改築のため、校区内で分散授業を開始。
- 1966年（昭和41年）
  - 3月6日 - 鉄筋コンクリート造平屋建ての新校舎が完成し、分散授業を終了。
  - 6月1日 - 完全給食を開始（相浦小学校本校から運搬する方式）。
- 1971年（昭和46年）5月26日 -　相浦小学校本校で解体された旧校舎を移築し、3教室が完成。
- 1975年（昭和50年）10月12日 - 分校歌を制定。
- 1977年（昭和52年）9月16日 - 運動場を整備。
- 1979年（昭和54年）5月12日 - 屋内運動場（体育館）が完成。
- 1984年（昭和59年）4月1日 - 移管により「佐世保市立相浦西小学校大崎分校」（現校名）に改称。全学年単式（6学級）となる。
- 1988年（昭和63年）3月10日 - 新校旗を制定。
- 1996年（平成8年）
  - 2月29日 - 南校舎を改築。
  - 3月31日 - 新運動場が完成。
- 1997年（平成9年）3月31日 - プールが完成。
- 2003年（平成15年）4月30日 -　観察池が完成。
- 2012年（平成24年）1月3日 - 大崎分校創立65周年記念式典を挙行。
- 2013年（平成25年）2月21日 - 体育館を改修。

## 部活動
- サッカー部
- 野球部
- バスケットボール部
- バレー部
- 金管バンドクラブ

## アクセス
最寄りの駅
- 松浦鉄道（MR）西九州線「大学駅」・「相浦駅」

最寄りのバス停
- 西肥バス（させぼバスが担当）「大潟町」下車

最寄りの国道・県道
- 長崎県道139号佐世保鹿町線

大崎分校
最寄りのバス停
- 西肥バス「大崎分校前」

## 周辺
本校
- 佐世保市役所相浦支所
- 佐世保市立上相浦保育所
- 佐世保市立相浦小学校
- 佐世保市立相浦中学校
- カトリック相浦教会
- 相浦川

大崎分校
- 陸上自衛隊相浦駐屯地
- カトリック大崎教会
- （私立）大崎保育園
- 大崎公民館
- 佐世保市水産センター